# Calophaca reticulata
Calophaca reticulata är en ärtväxtart som beskrevs av Georgji Prokopievič Sumnevicz. Calophaca reticulata ingår i släktet Calophaca och familjen ärtväxter. Inga underarter finns listade i Catalogue of Life.